# والتر وليامز
والتر وليامز (بالإنجليزية: Walter E. Williams)‏ (و. 1936 – م) هو مقدم برامج إذاعية، وعالم اقتصاد، وأستاذ جامعي، وكاتب العمود، وصحفي، من الولايات المتحدة الأمريكية، ولد في فيلادلفيا، بنسيلفانيا، هو عضوٌ في الحزب الجمهوري.

## التعليم
تعلم في جامعة كاليفورنيا، لوس أنجلوس، وتحصل منها على دكتوراه في الفلسفة، وجامعة كاليفورنيا، لوس أنجلوس، وتحصل منها على ماجستير الآداب، وجامعة ولاية كاليفورنيا، وتحصل منها على بكالوريوس الآداب.

## مناصب وهيئات
أدار جامعة جورج ماسون.